# الأزمة المصرفية الفنزويلية 2009-10
الأزمة المصرفية الفنزويلية 2009-10 وقعت في فنزويلا عندما استولت الحكومة على عدد من بنوك فنزويلا، بعد «الكشف عن أن العديد من البنوك المملوكة من قبل أنصار هوغو شافيز كانت تعاني من مشاكل مالية بعد الانخراط في ممارسات تجارية مشكوك فيها، بعضها كان رأس ماله ناقصًا بشكل خطير، والبعض الآخر كان من الواضح أنه أقرض كبار المسؤولين التنفيذيين مبالغ كبيرة من المال، ولم يتمكن ممول واحد على الأقل من إثبات مصدر الأموال لشراء بنوكه في المقام الأول». في نوفمبر وديسمبر 2009 تم الاستحواذ على سبعة بنوك تمثل 12٪ من إجمالي الودائع. في عام 2010 تم الاستحواذ على المزيد من البنوك. اعتقلت الحكومة ما لا يقل عن 16 مصرفيًا وأصدرت أكثر من 40 أمر اعتقال على صلة بالفساد لآخرين فروا من البلاد.

## 2009
في سبتمبر وأكتوبر 2009 قاد ريكاردو فرنانديز باريكو مجموعة من المستثمرين في الاستحواذ على أربعة بنوك جزر الكناري وكونفيدرادو وبوليفار وبانبرو، معًا يمثلون 5.7 في المائة من القطاع المصرفي في فنزويلا. في أواخر عام 2009 تم القبض على فرنانديز في فنزويلا لمجموعة متنوعة من التهم، بما في ذلك اختلاس الأموال، فيما يتعلق بالاستحواذ بسبب مشاكل السيولة للبنوك الأربعة التي استحوذ عليها فرنانديز.
شهدت الأزمة في ديسمبر 2009 استقالة وزير في الحكومة جيسي تشاكون عند القبض على شقيقه أرني تشاكون فيما يتعلق بفضيحة فساد مصرفي. وقال في مقابلات إعلامية: «اتصلت بالرئيس وأخبرته أنني في هذه الظروف أفضل الاستقالة حتى لا يكون هناك شك في شفافيتنا في هذا التحقيق».
تم إنشاء بنك الذكرى المئوية الثانية في أواخر عام 2009 من خلال الاندماج مع البنك الحالي المملوك للدولة بانفوانديس لثلاثة بنوك (بنك كونفيدرادو وسينترال وبوليفار) التي تم تأميمها نتيجة للأزمة المصرفية لعام 2009. يمتلك البنك الجديد حوالي 20٪ من ودائع البنوك الفنزويلية.
في وقت سابق من العام اضطرت الحكومة بالفعل إلى الاستيلاء على بنك ستانفورد في فنزويلا، فضلاً عن مواجهة أزمة فساد في بنك فنزويلا المملوك للدولة والذي شهد اعتقال الرئيس السابق للأخير بتهم فساد.

## 2010
في يونيو 2010 ، تم الاستيلاء على بنك فيدرال البنك الحادي عشر في البلاد، مع ودائع بقيمة 7.66 مليار بوليفار، أو 2.82 في المائة من إجمالي الودائع في النظام المصرفي، من قبل المنظم المصرفي في فنزويلا بعد أن فشل في تلبية الحد الأدنى من الاحتياطي المتطلبات وحصص الاستثمار. قيل لها لتوسيع قاعدتها الرأسمالية بمقدار 1.5 مليار بوليفار (حوالي 350 مليون دولار) ، وقد جمعت فقط 100 مليون دولار. تم الاستيلاء على 12 بنكًا آخر على الأقل منذ نوفمبر 2009 بعد تكهنات حول إفلاس البنوك.